# Comic Movie
Comic Movie (Movie 43) è un film corale del 2013 diretto da vari registi, composto da 16 cortometraggi che suddividono il film in episodi.
Il numeroso cast è composto da noti attori di Hollywood, tra cui Halle Berry, Gerard Butler, Anna Faris, Richard Gere, Hugh Jackman, Liev Schreiber, Uma Thurman, Emma Stone, Naomi Watts, Kate Winslet, Chloë Grace Moretz, Johnny Knoxville e molti altri.

## Trama
Un gruppo di famosi attori hollywoodiani si cimenta nella regia con un film dalla struttura a incastro il cui tema principale è costituito da eccesso di comicità e situazioni assurde.

### La sceneggiatura
- Titolo originale: The Pitch

- Regia: Peter Farrelly
- Sceneggiatura: Rocky Russo, Jeremy Sosenko, Ricky Blitt
- Interpreti: Dennis Quaid, Greg Kinnear, Common, Charlie Saxton, Will Sasso, Seth MacFarlane, Odessa Rae

Il disgraziato sceneggiatore Charlie Wessler cerca in tutti i modi di convincere il produttore Griffin Schraeder a finanziare un film a episodi di sua stesura. Durante la burrascosa trattativa, questi vengono illustrati.

### The Thread (versione alternativa)
- Titolo originale: Alternative version (The Thread)

- Regia: Steven Brill
- Sceneggiatura: Rocky Russo, Jeremy Sosenko
- Interpreti: Mark L. Young, Adam Cagley, Devin Eash, Fisher Stevens, Nate Hartley, Beth Littleford.

### Appuntamento al buio
- Titolo originale: The Catch

- Regia: Peter Farrelly
- Sceneggiatura: Rocky Russo, Jeremy Sosenko, Bill O'Malley
- Interpreti: Hugh Jackman, Kate Winslet, Julie Claire, Katie Finneran, Roy Jenkins, Rocky Russo, Anna Madigan

Davis e Beth sono al loro primo appuntamento e tutto sembra andare per il verso giusto, finché non si palesa un bizzarro difetto congenito dell'uomo, che porterà l'imbarazzata donna a cambiare atteggiamento nei suoi confronti.

### Istruzione casalinga
- Titolo originale: Homeschooled

- Regia: Will Graham
- Sceneggiatura: Will Graham, Jack Kukoda
- Interpreti: Jeremy Allen White, Liev Schreiber, Naomi Watts, Alex Cranmer, Julie Ann Emery

Una coppia sposata spiega ai loro nuovi vicini di casa, di come abbiano deciso di impartire loro stessi e a domicilio, l'istruzione superiore al loro figlio teenager. Nonostante gli evidenti limiti di ciò, uniti alle tendenze bullistiche degli stessi genitori, il figlio sembra un educatissimo e normalissimo ragazzo, finché non presenta ai vicini la sua ragazza.

### La proposta
- Titolo originale: The Proposition

- Regia: Steve Carr
- Sceneggiatura: Rocky Russo, Jeremy Sosenko
- Interpreti: Anna Faris, Chris Pratt, J. B. Smoove, Jarrad Paul, Maria Arcé, Aaron LaPlante

Jason sta per chiedere alla sua ragazza Vanessa di sposarlo, ma lei lo anticipa con una bizzarra richiesta. Dapprima schifato e confuso, Jason, su consiglio dell'amico Larry, decide di assecondare la fidanzata. Ma al momento tutto andrà storto.

### Veronica
- Regia: Griffin Dunne
- Sceneggiatura: Matthew Alec Portenoy
- Interpreti: Kieran Culkin, Emma Stone, Arthur French, Sophia Bush, Josh Shuman

Un cassiere di supermercato e la sua ragazza si scambiano stranissime accuse e "romanticherie" mentre lui è al lavoro. Ma il microfono dell'interfono è rimasto acceso...

### iBabe
- Regia: Steven Brill
- Sceneggiatura: Claes Kjellstrom, Jonas Wittenmark, Tobias Carlson, Rocky Russo, Jeremy Sosenko
- Interpreti: Richard Gere, Kate Bosworth, Jack McBrayer, Aasif Mandvi, Zach Lasry, Darby Lynn Totten, Marc Ambrose

L'iBabe è un nuovo lettore multimediale delle fattezze di una donna nuda, e come tale gli utenti cominciano ad usarlo. L'azienda produttrice, di fronte alle richieste di danni, ignora il problema, preferendo aggiornare il prodotto in una versione più politicamente corretta (ma ugualmente pericolosa).

### Speed dating supereroico
- Titolo originale: Super Hero Speed Dating

- Regia: James Duffy
- Sceneggiatura: Will Carlough
- Interpreti: Justin Long, Jason Sudeikis, Uma Thurman, Bobby Cannavale, Kristen Bell, John Hodgman, Leslie Bibb, Will Carlough, Katrina Bowden

Batman, Robin e altri personaggi dei famosi fumetti sono ad uno speed date. Ma il tutto è una copertura di Pinguino per organizzare un attentato, con buona pace di Robin che cercava l'anima gemella.

### Machine Kids
- Regia: Jonathan van Tulleken
- Sceneggiatura: Jonathan van Tulleken

Sketch toccante in bianco e nero in cui le macchine sono piene di bambini

### Amore alla scuola media
- Titolo originale: Middleschool Date

- Regia: Elizabeth Banks
- Sceneggiatura: Elizabeth Wright Shapiro
- Interpreti: Jimmy Bennett, Chloë Grace Moretz, Christopher Mintz-Plasse, Patrick Warburton

Davanti alla prima mestruazione di una ragazza, il suo fidanzato, suo fratello e i due padri, si dimostrano totalmente impreparati.

### Tampax
- Regia: Patrik Forsberg
- Sceneggiatura: Patrik Forsberg, Olle Sarri

Inverosimile spot pubblicitario di assorbenti femminili a chiudere l'episodio precedente.

### Buon compleanno
- Titolo originale: Happy Birthday

- Regia: Brett Ratner
- Sceneggiatura: Jacob Fleisher
- Interpreti: Seann William Scott, Johnny Knoxville, Gerard Butler

Due amici rapiscono e torturano un leprecauno per farsi consegnare una pentola di monete d'oro. Queste serviranno per ottenere benefici da un altro essere della mitologia irlandese, di loro conoscenza.

### Obbligo o verità
- Titolo originale: Truth or Dare

- Regia: Peter Farrelly
- Sceneggiatura: Greg Pritikin
- Interpreti: Halle Berry, Stephen Merchant, Sayed Badreya, Nicole Polizzi

Due giovani sono al loro primo appuntamento e decidono di dare una svolta giocando a "obbligo o verità". La situazione scapperà loro presto di mano.

### Una gloriosa vittoria
- Titolo originale: Victory's Glory

- Regia: Rusty Cundieff
- Sceneggiatura: Rocky Russo, Jeremy Sosenko
- Interpreti: Terrence Howard, Aaron Jennings, Corey Brewer, Jared Dudley, Larry Sanders, Brett Davern

Parodia di un famoso episodio di basket universitario degli anni 60: l'allenatore della prima squadra di basket composta interamente da neri, motiva i suoi ragazzi facendo loro notare semplicemente l'attitudine della loro razza allo sport in questione.

### Beezel
- Regia: James Gunn
- Sceneggiatura: James Gunn
- Interpreti: Elizabeth Banks, Josh Duhamel, Emily Alyn Lind

### Find Our Daughter
Episodio tagliato, presente sugli extra del DVD.
- Regia: Bob Odenkirk
- Sceneggiatura: Bob Odenkirk
- Interpreti: Julianne Moore, Tony Shalhoub, Bob Odenkirk

### The Apprentice
Episodio tagliato, presente sugli extra del DVD.
- Regia: Bob Odenkirk
- Sceneggiatura: Bob Odenkirk
- Interpreti: Anton Yelchin

## Produzione
Le riprese sono state effettuate nel 2010 con il titolo provvisorio di Red Band e l'intento di far uscire il film a fine 2011. La distribuzione nelle sale cinematografiche statunitensi è stata successivamente fissata per l'aprile 2012, ma poi posticipata al gennaio 2013, col titolo definitivo Movie 43 (in Italia ad agosto 2013, con il titolo Comic Movie).

## Distribuzione
La distribuzione nelle sale cinematografiche statunitensi è avvenuta il 25 gennaio 2013. Il primo trailer, vietato ai minori, è stato distribuito il 3 ottobre 2012, mentre il 12 novembre è stato diffuso online il primo poster nel quale compaiono molte star presenti nel nutrito cast del film.

## Accoglienza

### Incassi
Il film ha incassato circa 8,84 milioni di dollari nel territorio statunitense e circa 1,17 milioni di euro in Italia. L'incasso globale si aggira intorno ai 32,4 milioni di dollari.

### Critica
È considerato da vari critici uno dei film più brutti di sempre. Ha un punteggio di 4% su Rotten Tomatoes ed è stato il primo film a ricevere un punteggio di 0 su 10 da parte di vari critici. Tuttavia, il pubblico europeo ha molto apprezzato la sua comicità ironica e dissacrante, che prende di mira certi stilemi americani.